# عشق شیشه‌ای
عشق شیشه‌ای فیلمی به کارگردانی و نویسندگی رضا حیدرنژاد محصول سال ۱۳۷۸ است. البته نویسنده قدیمی کشورمان استاد محمد بلوری با طرح شکایتی در دادگاه اعلام نمودند که داستان این فیلم متعلق به ایشان است که در سال ۷۵ در هفته‌نامه تلاش به چاپ رسیده است. عشق شیشه ای یادآور فیلم قرارداد با آدمکش ساخته آکی کوریسماکی فیلمساز مشهور فنلاندی هم هست.

## خلاصه داستان
جلال، بازیگر نقش‌های فرعی سینما که در عشق هم شکست خورده، قصد خودکشی دارد. او که ساکن اتاق شماره ۲۱۲ در مسافرخانه «گل‌ها» است ابتدا تصمیم می‌گیرد با طناب خود را حلق آویز کند، اما موفق نمی‌شود و ناچار در پی استخدام یک آدمکش برمی آید. «حسن چاخان» بازیگر سینما، نشانی یک آدمکش معروف به نام «رعد» را به او می‌دهد. جلال در حالی که صورت خود را با ریش و سبیل گریم کرده با نام جعلی بهروز، «رعد» و همدست جوانش اصغر را ملاقات می‌کند و عکس واقعی خودش و نشانی مسافرخانه را به آنها می‌دهد و آنها در ازای گرفتن مبلغی پول به عنوان بیعانه قرار می‌گذارند صاحب عکس را که در واقع خود جلال است، بکشند. در شب موعود، جلال با دیدن دو آدمکش از مسافرخانه می‌گریزد و آنها او را تعقیب می‌کنند. در همین گیرودار، جلال پیرمردی را که دچار بیماری قلبی است و به دلیل تصادف با اتومبیل در کنار خیابان افتاده، می‌بیند که دختر جوانی به نام شیرین نیز همراه اوست. جلال با دیدن دختر به یاد عشق قدیمی اش مینا می‌افتد و در حالی که آدمکش‌ها همچنان در تعقیب جلال هستند، او همراه با دختر پیرمرد را به خانه شان می‌رساند. آشنایی با شیرین باعث می‌شود جلال به زندگی امیدوار شود. او به آدمکش‌ها تلفن می‌کند و از آنها می‌خواهد نقشه کشتن او را به تعویق بیندازند. جلال که خود را یک بازیگر مشهور معرفی می‌کند، به شیرین پیشنهاد ازدواج می‌دهد، ولی شیرین به او می‌گوید که نامزد دارد. جلال که باز هم خود را سرخورده می‌بیند، یک بار دیگر تلفنی از آدمکش‌ها می‌خواهد نقشه را عملی کنند. مدتی بعد شیرین نزد جلال می‌آید و می‌گوید که به او دروغ گفته و در واقع نامزدی داشته که بعدها او را ترک کرده و حالا نسبت به مردها بدبین شده‌است. جلال شیرین را مطمئن می‌سازد که او را هیچگاه ترک نخواهد کرد. او که بار دیگر به زندگی امیدوار شده، با همان چهره گریم شده قبلی آدمکش‌ها را ملاقات می‌کند و از آنها می‌خواهد قرارداد را فسخ کنند، ولی با دیدن شیرین در خانه رعد متوجه می‌شود که شیرین در واقع خواهر رعد است. جلال ریش و سبیل قلابی خود را از صورتش پاک می‌کند و چهره واقعی خودش را نشان می‌دهد. شیرین به جلال می‌گوید که برادرش هیچگاه آدمکش نبوده و سال‌ها پیش راننده کامیون بوده و اکنون موقعیت مالی بدی دارد. «حسن چاخان» و دوستش عباس که دستیار کارگردان است به جمع آنها می‌پیوندند و عباس به جلال می‌گوید که یک نقش خوب برای او پیدا کرده‌است؛ نقش مردی که با دختر دلخواهش ازدواج می‌کند و همسر او هم کسی نیست جز شیرین. صحنه عروسی با شرکت جلال و شیرین فیلمبرداری می‌شود و کارگردان اظهار رضایت می‌کند.

## بازیگران
- پرویز پرستویی در نقش جلال و صفدر فکلی
- مهناز افضلی در نقش شیرین و مینا
- عزت‌الله جامعی در نقش رعد
- حسن رضایی در نقش حسن
- محمود جعفری در نقش عباس
- خسرو شکیبایی حضور افتخاری
- افسانه بایگان حضور افتخاری
- بیوک میرزایی در نقش هنرپیشه''
- رامین راستاد در نقش نوچه رعد
- اکبر دودکار در نقش مش رحمان
- اسدالله یکتا در نقش مرد کوتاه
- حسین شهاب در نقش مرد مهاجر و بازیگر
- حسن دادشکر در نقش کارگردان
- فرید سجادی‌حسینی در نقش قهوه‌چی و بازیگر
- جواد عابدی در نقش عکاس
- لوریک میناسیان در نقش زن رعد
- نورعلی لطفی در نقش پدر شیرین
- پروین میکده در نقش مادر شیرین
- رضا راد در نقش مرد مهاجم ۱ و بازیگر
- علیرضا فتحی در نقش مرد مهاجم ۲
- صفدر سیاهپوش در نقش مرد مهاجم ۳
- سیدجلال طباطبایی در نقش مرد مهاجم ۴
- رستمی در نقش مرد مهاجم ۵
- مهرداد بازرگان در نقش هنرپیشه
- پروانه احمدی در نقش هنرپیشه
- عباس فاطمی در نقش قصاب
- ستاره سلمانی در نقش منشی صحنه
- تاجیه غبیشاوی در نقش هنرپیشه''
- آرش سجادی در نقش دستیار کارگردان
- بهمن امیری در نقش فیلمبردار
- حمید محمدقلی در نقش دستیار فیلمبردار
- روزبه سجادی‌حسینی در نقش دستیار فیملبردار
- احسان سجادی‌حسینی در نقش دستیار فیلمبردار
- امیر نیکیار در نقش هنرپیشه
- خرم امیدوار در نقش هنرپیشه
- محمدرضا ایل بیگی در نقش شاگرد مسارفرخانه
- آیدا تبیانیان در نقش نقش بچه